# Barbosella prorepens
Barbosella prorepens, es un especie de orquídea epifita originaria de México hasta la América tropical.

## Distribución y hábitat
Se distribuye por México, Costa Rica, Guatemala, Panamá, República Dominicana, Jamaica, Venezuela, Ecuador y  Nicaragua donde es conocida por una sola colección (Heller 9701). Se encuentra en hábitat de nebliselvas, en el Volcán Mombacho, en Granada a una altitud de 1230 metros. La floración se produce en diciembre. Está cercanamente relacionada con B. anaristella la cual tiene flores abiertas con sépalos patentes.

## Descripción
Son plantas que alcanzan hasta 5 cm de alto. Las hojas de 40 mm de largo y 4 mm de ancho, canaliculadas. Inflorescencia con pedúnculo de 6 mm de largo, las flores poco abiertas (cleistógamas), de color paja con una faja rosada en el centro del labelo; sépalos de 10–13 mm de largo, largamente acuminados, los laterales unidos hasta el ápice bífido; los pétalos de 7 mm de largo y 1 mm de ancho; labelo 3 mm de largo y 1 mm de ancho, con los bordes basales encorvados sobre una excavación basal, cóncavo en el centro, el lobo medio elíptico con una carina elevada que termina en un apículo sobre el ápice carnoso; la columna de 3 mm de largo, alada desde el rostelo hasta la base; ovario 7 mm de largo, pedicelado.

## Taxonomía
Barbosella prorepens fue descrita por (Rchb.f.) Schltr. y publicado en Repertorium Specierum Novarum Regni Vegetabilis 15(427/433): 263. 1918.
Etimología
Barbosella: nombre genérico que fue otorgado en honor de João Barbosa Rodrigues, investigador de orquídeas brasileñas.
prorepens: epíteto latino que significa "rastrero".
Sinónimos
- Restrepia prorepens Rchb.f., Gard. Chron. 1877(1): 810 (1877).
- Pleurothallis prorepens (Rchb.f.) Ames, F.T.Hubb. & C.Schweinf., Bot. Mus. Leafl. 3: 39 (1934).
- Pleurothallis dussii Cogn. in I.Urban, Symb. Antill. 6: 413 (1909).
- Barbosella brenesii Schltr., Repert. Spec. Nov. Regni Veg. Beih. 19: 201 (1923).
- Pleurothallis monstrabilis Ames, Schedul. Orchid. 6: 63 (1923).
- Restrepia caespitifica F.Lehm. & Kraenzl., Repert. Spec. Nov. Regni Veg. 24: 358 (1928).
- Restrepia tolimensis Kraenzl., Repert. Spec. Nov. Regni Veg. 24: 358 (1928).
- Barbosella caespitifica (F.Lehm. & Kraenzl.) Garay, Orquideologia 9: 114 (1974).
- Barbosella monstrabilis (Ames) Garay, Orquideologia 9: 114 (1974).
- Barbosella tolimensis (Kraenzl.) Garay, Orquideologia 9: 114 (1974).
- Barbosella dussii (Cogn.) Dod, Moscosoa 4: 192 (1986).[4]